# Linkenbach
Linkenbach là một đô thị ở huyện Neuwied, bang Rheinland-Pfalz, nước Đức. Đô thị Linkenbach có diện tích 5,43 km².